# 沙朗托奈 (谢尔省)
沙朗托奈（法語：Charentonnay，法語發音：[ʃaʁɑ̃tɔnɛ]）是法国谢尔省的一个市镇，位于该省东部，属于布尔日区。

## 地理
沙朗托奈（47°8'42"N, 2°52'23"E）面积21.85 平方千米，位于法国中央-卢瓦尔河谷大区谢尔省，该省份为法国中部省份，北起卢瓦雷省，西接卢瓦-谢尔省和安德尔省，南至克勒兹省，东南接阿列省，东临涅夫勒省。
与沙朗托奈接壤的市镇（或旧市镇、城区）包括：库伊、加里尼、瑞西勒绍德里耶、吕尼香槟、桑塞格、塞夫里。

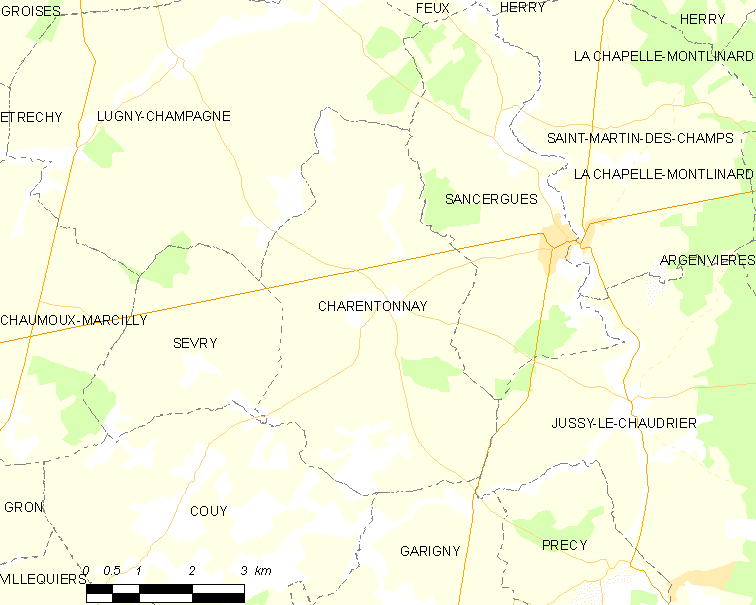
的OSM定位图

沙朗托奈的时区为UTC+01:00、UTC+02:00（夏令时）。

## 行政
沙朗托奈的邮政编码为18140，INSEE市镇编码为18053。

## 政治
沙朗托奈所属的省级选区为阿沃尔县。

## 人口

1962-2008年间人口变化图示

沙朗托奈于2022年1月1日时的人口数量为287人。